# Kontinuum
Kontinuum is een muziekalbum uit 2007 van Klaus Schulze, de Duitse elektronicamuzikant, die met name in de jaren zeventig grote successen had. Op zijn laatste albums overheersten relatief korte composities. Op dit album gaat hij terug naar zijn succesjaren en komt met een album van slechts drie tracks, doch de compact disc staat bijna vol:
1. Sequenzer (from 70 to 07) (24:54)
2. Euro Caravan (19:41)
3. Thor (Thunder) (31:47)

De tracks staan weer bol van de sequences, herhalende loopjes in de melodie of baslijn en ritmes die langdurig aanhouden waardoor de muziek erg lijkt op minimal music.
In het begeleidende boekje een aantal foto's van zijn studio toen en nu; beide keren staat zijn studio vol met elektronische apparatuur. Het album is opgenomen in Hambuhren, Berlijn.